# یواس‌اس آرکادیا (ای‌دی-۲۳)
یواس‌اس آرکادیا (ای‌دی-۲۳) (به انگلیسی: USS Arcadia (AD-23)) یک کشتی بود که طول آن ۴۹۲ فوت (۱۵۰ متر) بود. این کشتی در سال ۱۹۴۴ ساخته شد.